# Reial Club Deportiu Espanyol de Barcelona 2024-2025
Questa voce raccoglie le informazioni riguardanti il Reial Club Deportiu Espanyol de Barcelona nelle competizioni ufficiali della stagione 2024-2025.

## Maglie e sponsor
| Casa | Trasferta | Terza maglia |

## Rosa
In corsivo i calciatori ceduti durante la stagione
| N. |                      | Ruolo | Calciatore             |
| -- | -------------------- | ----- | ---------------------- |
| 1  | Spagna (bandiera)    | P     | Joan García            |
| 2  | Spagna (bandiera)    | A     | Roberto Fernández Jaén |
| 3  | Spagna (bandiera)    | D     | Sergi Gómez (capitano) |
| 4  | Albania (bandiera)   | D     | Marash Kumbulla        |
| 5  | Spagna (bandiera)    | D     | Fernando Calero        |
| 6  | Uruguay (bandiera)   | D     | Leandro Cabrera        |
| 7  | Spagna (bandiera)    | A     | Javi Puado             |
| 8  | Spagna (bandiera)    | C     | Edu Expósito           |
| 9  | Argentina (bandiera) | A     | Alejo Veliz            |
| 10 | Spagna (bandiera)    | C     | Pol Lozano             |
| 11 | Spagna (bandiera)    | C     | Pere Milla             |
| 12 | Spagna (bandiera)    | D     | Álvaro Tejero          |
| 13 | Spagna (bandiera)    | P     | Fernando Pacheco       |
| 14 | Spagna (bandiera)    | D     | Brian Oliván           |

| N. |                      | Ruolo | Calciatore              |
| -- | -------------------- | ----- | ----------------------- |
| 15 | Spagna (bandiera)    | D     | José Gragera            |
| 16 | Marocco (bandiera)   | A     | Walid Cheddira          |
| 17 | Spagna (bandiera)    | C     | Jofre Carreras          |
| 18 | Spagna (bandiera)    | C     | Álvaro Aguado           |
| 19 | Spagna (bandiera)    | C     | Salvi Sánchez           |
| 19 | Spagna (bandiera)    | C     | Urko González de Zárate |
| 20 | Rep. Ceca (bandiera) | C     | Alex Král               |
| 21 | Spagna (bandiera)    | C     | Nico Melamed            |
| 22 | Spagna (bandiera)    | D     | Carlos Romero           |
| 23 | Marocco (bandiera)   | D     | Omar El Hilali          |
| 24 | Francia (bandiera)   | A     | Irvin Cardona           |
| 24 | Spagna (bandiera)    | D     | Pablo Ramón             |
| 31 | Spagna (bandiera)    | A     | Antoniu Roca            |
| 35 | Spagna (bandiera)    | C     | Rafel Bauzà             |
| 37 | Turchia (bandiera)   | A     | Naci Ünüvar             |
| 40 | Canada (bandiera)    | D     | Justin Smith            |

## Risultati

### Primera División

#### Girone di andata
| Arbitro: | González Fuertes |

|          |           |  |
| Moro 23’ | Marcatori |  |

| Arbitro: | Melero López |

|  |           |          |
|  | Marcatori | 80’ Kubo |

| Madrid 28 agosto 2024, ore 21:30 CEST 3ª giornata | Atlético Madrid      | 0 – 0 referto | Espanyol | Cívitas Metropolitano (56 669 spett.)\| Arbitro: \| de Burgos Bengoetxea \| |
| Arbitro:                                          | de Burgos Bengoetxea |               |          |                                                                             |

| Arbitro: | Cordero Vega |

|                          |           |                  |
| C. Romero 8’ Véliz 90+6’ | Marcatori | 4’ Álvaro García |

| Arbitro: | Pulido Santana |

|                            |           |                           |
| Puado 21’, 56’, 63’ (rig.) | Marcatori | 35’ Conechny 68’ Tenaglia |

| Arbitro: | Munuera Montero |

|                                                         |           |                     |
| Carvajal 58’ Rodrygo 75’ Vinícius 78’ Mbappé 90’ (rig.) | Marcatori | 54’ (aut.) Courtois |

| Arbitro: | Quintero González |

|             |           |                     |
| Jofre 45+1’ | Marcatori | 45+6’, 63’ A. Pérez |

| Arbitro: | Hernández Hernández |

|              |           |  |
| Lo Celso 85’ | Marcatori |  |

| Arbitro: | Hernández Maeso |

|                           |           |            |
| Kumbulla 18’ Carreras 47’ | Marcatori | 68’ Raíllo |

| Arbitro: | Busquets Ferrer |

|                                              |           |              |
| Vivian 6’ I. Williams 28’, 30’ Berenguer 55’ | Marcatori | 90+2’ Tejero |

| Arbitro: | Ortiz Arias |

|  |           |                    |
|  | Marcatori | 20’, 45’ Lukebakio |

| Arbitro: | Munuera Montero |

|                            |           |           |
| Olmo 12’, 31’ Raphinha 23’ | Marcatori | 63’ Puado |

| Arbitro: | González Fuertes |

|           |           |              |
| Puado 44’ | Marcatori | 47’ D. López |

| Arbitro: | Hernández Hernández |

|                                    |           |           |
| Gil 4’ Miovski 16’, 21’ Krejčí 27’ | Marcatori | 55’ Puado |

| Arbitro: | Sánchez Martínez |

|                                      |           |                       |
| Cardona 40’ Cabrera 53’ Cheddira 87’ | Marcatori | 83’ (rig.) Iago Aspas |

| Arbitro: | Busquets Ferrer |

|                 |           |  |
| Á. Rodríguez 8’ | Marcatori |  |

| Cornellà de Llobregat 14 dicembre 2024, ore 14:00 CET 17ª giornata | Espanyol     | 0 – 0 referto | Osasuna | RCDE Stadium (20 513 spett.)\| Arbitro: \| Cordero Vega \| |
| Arbitro:                                                           | Cordero Vega |               |         |                                                            |

| Arbitro: | Soto Grado |

|                |           |  |
| S. Ramírez 67’ | Marcatori |  |

| Arbitro: | Martínez Munuera |

|            |           |              |
| Cabrera 2’ | Marcatori | 14’ S. Cissé |

#### Girone di ritorno
| Arbitro: | De Burgos Bengoetxea |

|                              |           |                |
| Puado 31’ Fernández Jaén 74’ | Marcatori | 57’ J. Sánchez |

| Arbitro: | Cordero Vega |

|          |           |              |
| Badé 61’ | Marcatori | 15’ Kumbulla |

| Arbitro: | Muñiz Ruiz |

|               |           |  |
| C. Romero 85’ | Marcatori |  |

| Arbitro: | Alberola Rojas |

|                         |           |                  |
| Becker 1’ B. Méndez 84’ | Marcatori | 53’ (rig.) Puado |

| Arbitro: | Cuadra Fernández |

|                    |           |            |
| Fernández Jaén 62’ | Marcatori | 77’ Sancet |

| Arbitro: | Pulido Santana |

|  |           |            |
|  | Marcatori | 86’ Calero |

| Arbitro: | Martínez Munuera |

|          |           |  |
| Pino 52’ | Marcatori |  |

| Arbitro: | Cordero Vega |

|           |           |                   |
| Jofre 49’ | Marcatori | 88’ (rig.) Stuani |

| Arbitro: | Quintero González |

|                               |           |                   |
| Asano 65’ Muriqi 90+7’ (rig.) | Marcatori | 53’ (aut.) Muriqi |

| Arbitro: | Alberola Rojas |

|                  |           |                 |
| Puado 71’ (rig.) | Marcatori | 38’ Azpilicueta |

| Arbitro: | Hernández Hernández |

|  |           |                                                           |
|  | Marcatori | 12’ Cabrera 16’ Fernández Jaén 72’ (rig.) Puado 90’ Milla |

| Arbitro: | Busquets Ferrer |

|  |           |                         |
|  | Marcatori | 28’, 63’ Fernández Jaén |

| Arbitro: | De Burgos Bengoetxea |

|              |           |  |
| Kumbulla 39’ | Marcatori |  |

| Arbitro: | Pulido Santana |

|            |           |           |
| Guerra 57’ | Marcatori | 40’ Puado |

| Arbitro: | Cuadra Fernández |

|                    |           |                           |
| Fernández Jaén 28’ | Marcatori | 85’ Lo Celso 90+1’ Antony |

| Arbitro: | Alberola Rojas |

|                                            |           |                         |
| Cissé 33’ Diomande 41’ Kumbulla 63’ (aut.) | Marcatori | 79’ Cabrera 90+8’ Milla |

| Arbitro: | Soto Grado |

|  |           |                          |
|  | Marcatori | 53’ Yamal 90+5’ F. López |

| Arbitro: | Hernández Maeso |

|                               |           |  |
| Budimir 17’ Raúl García 90+1’ | Marcatori |  |

| Arbitro: | Muñiz Ruiz |

|                            |           |  |
| Puado 65’ (rig.) Milla 82’ | Marcatori |  |

### Coppa di Spagna
| Arbitro: | Cordero Vega |

|  |           |                                 |
|  | Marcatori | 53’, 86’, 90’ Véliz 85’ Cardona |

| Arbitro: | Alberola Rojas |

|                         |           |  |
| Barrera 55’ (rig.), 81’ | Marcatori |  |

## Statistiche finali

### Statistiche di squadra
| Competizione     | Punti | In casa | In casa | In casa | In casa | In casa | In casa | In trasferta | In trasferta | In trasferta | In trasferta | In trasferta | In trasferta | Totale | Totale | Totale | Totale | Totale | Totale | DR  |
| Competizione     | Punti | G       | V       | N       | P       | Gf      | Gs      | G            | V            | N            | P            | Gf           | Gs           | G      | V      | N      | P      | Gf     | Gs     | DR  |
| ---------------- | ----- | ------- | ------- | ------- | ------- | ------- | ------- | ------------ | ------------ | ------------ | ------------ | ------------ | ------------ | ------ | ------ | ------ | ------ | ------ | ------ | --- |
| Primera División | 42    | 19      | 8       | 6       | 5       | 21      | 20      | 19           | 3            | 3            | 13           | 17           | 31           | 38     | 11     | 9      | 18     | 40     | 54     | -14 |
| Coppa del Re     | -     | -       | -       | -       | -       | -       | -       | 2            | 1            | 0            | 1            | 4            | 2            | 2      | 1      | 0      | 1      | 4      | 2      | +2  |
| Totale           | -     | 19      | 8       | 6       | 5       | 23      | 20      | 21           | 4            | 3            | 14           | 21           | 33           | 40     | 12     | 9      | 19     | 44     | 56     | -12 |

### Andamento in campionato
| Giornata  | 1  | 2  | 3  | 4  | 5  | 6  | 7  | 8  | 9  | 10 | 11 | 12 | 13 | 14 | 15 | 16 | 17 | 18 | 19 | 20 | 21 | 22 | 23 | 24 | 25 | 26 | 27 | 28 | 29 | 30 | 31 | 32 | 33 | 34 | 35 | 36 | 37 | 38 |
| --------- | -- | -- | -- | -- | -- | -- | -- | -- | -- | -- | -- | -- | -- | -- | -- | -- | -- | -- | -- | -- | -- | -- | -- | -- | -- | -- | -- | -- | -- | -- | -- | -- | -- | -- | -- | -- | -- | -- |
| Luogo     | T  | C  | T  | C  | C  | T  | C  | T  | C  | T  | C  | T  | C  | T  | C  | T  | C  | T  | C  | C  | T  | C  | T  | C  | T  | T  | C  | T  | C  | T  | T  | C  | T  | C  | T  | C  | T  | C  |
| Risultato | P  | P  | N  | V  | V  | P  | P  | P  | V  | P  | P  | P  | N  | P  | V  | P  | N  | P  | N  | V  | N  | V  | P  | N  | V  | P  | N  | P  | N  | V  | V  | V  | N  | P  | P  | P  | P  | V  |
| Posizione | 20 | 19 | 19 | 15 | 11 | 13 | 14 | 17 | 14 | 15 | 17 | 17 | 17 | 19 | 17 | 18 | 18 | 18 | 18 | 18 | 18 | 17 | 16 | 15 | 15 |    | 15 | 15 | 16 | 16 | 15 | 13 | 13 | 14 | 14 | 16 | 17 |    |